# Государственные финансы
Госуда́рственные фина́нсы — форма организации денежных отношений, участником которых в той или иной форме выступает государство.
Государственные финансы — совокупность экономических отношений, система образования и распределения денежных фондов, необходимых государству для содержания его органов и выполнения присущих ему функций.

## История

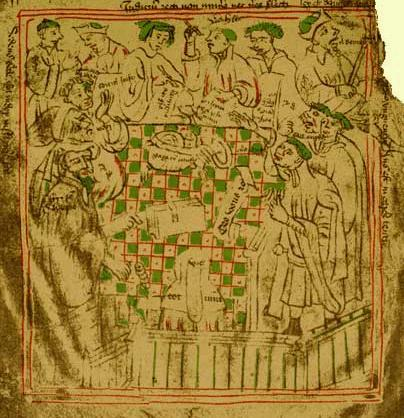
Счетоводы английской Палаты шахматной доски, использующие клетчатую ткань, натянутую на стол

На первых порах государства получали свои средства, как и всякое частное лицо, эксплуатируя свои земли, ведя торговлю, получая подарки от частных лиц; например в Древней Греции занятие некоторых должностей возлагало на должностных лиц — людей богатых — обязанность снаряжать за свой счет военные корабли. Государственные земли отдавались в аренду или эксплуатировались за счет государства, например в Греции — рабами.
В Средние века в Европе монархи сначала удовлетворяли большую часть немногочисленных своих потребностей и нужд государства доходом от принадлежавших им земель, вознаграждая этим же доходом или раздачей самих земель труд должностных лиц, а остальные потребности удовлетворялись путем натуральных повинностей, т. е. выполнением жителями различных работ и служб для надобностей государства, и путем натуральных поставок (например, обязанность содержать короля и его свиту во время объезда им своих владений, поставлять провиант для войска и т. п.). При этом важное место в финансовой системе Средних веков занимали регалии, связанные, в частности, с признанием всякого бесхозяйного добра коронным имуществом (горная регалия, право монарха на большие реки как водные пути сообщения и на общественные дороги). За королем признавалось право требовать денежных сборов с подданных на государственные цели в случаях общественной необходимости (necessitas publica). Этим путем развивались налоги, прямые — личные и поимущественные, и косвенные, особенно акцизы на алкогольные напитки, а затем и на другие предметы; разнородные торговые сборы, внутренние и внешние таможенные пошлины принимали также вид и характер налогов. Учреждение постоянного наемного войска в XV веке в Англии и Франции стало главным основанием для закрепления постоянных налогов, так как для содержания такого войска не хватало прежних королевских доходов.
Затем обычным источником покрытия неотложных дополнительных расходов вместо прежних способов (продажи или залога королевских земель, продажи должностей, чрезвычайных налогов, порчи монеты, ограбления евреев и т. п.) стали государственные займы, благодаря выработавшемуся принципу, что всякое долговое обязательство главы государства — это государственный долг, за исполнение обязательств по которому отвечает уже не лично монарх, а все государство, всеми своими доходами. С появлением конституционных монархий произошло окончательное разделение придворного хозяйства и государственного. К XIX веку развитие капитализма, промышленная революция создали новые крупные источники государственных доходов (выросло промысловое обложение, возник налог на доходы от капитала и т.д.). При этом возросли и государственные расходы — как на военные цели, так и на полицию, на образование, здравоохранение и т.д.

## Функции государственных финансов
Государственные финансы представляют собой часть финансовой системы, в той её части, которая относится к централизованным (публичным) финансам. Главное назначение государственных финансов — обеспечить формирование и использование финансовых ресурсов у государства, необходимых для реализации его функций.
Государственным финансам, также, как и другим категориям финансов присущи функции:
- распределительная
- контрольная
- регулирующая

## Структура государственных финансов
Структура и содержание государственных финансов зависит от системы государственного устройства. В Российской Федерации к государственным финансам относятся фонды денежных средств, формируемых на федеральном уровне и уровне субъекта Федерации. К государственным финансам относятся:
- Федеральный бюджет;
- Бюджеты субъектов Российской Федерации;
- Внебюджетные фонды Российской Федерации (централизованные федеральные бюджетные и внебюджетные фонды)
- Внебюджетные фонды субъектов Российской Федерации.

К категории «государственные финансы» следует также отнести такие понятия как:
- государственный кредит:
- налоговая система, формирующая основные источники поступления средств в бюджет и внебюджетные фонды;
- неналоговые поступления в бюджет и внебюджетные фонды
- бюджетная система
- другие понятия финансов, которые необходимы для формирования и использования фондов денежных средств, управление которыми осуществляет государство и его органы.

## Управление государственными финансами
Управление государственными финансами осуществляют органы государственной власти, в первую очередь Президент и законодательные (Федеральное собрание, принимающее соответствующие законы в области государственных финансов) и исполнительные (Правительство, Центральный банк, Министерство финансов и др.)

## Коррупция в сфере управления государственными финансами
Коррупция в сфере управления государственными финансами — старая и распространенная проблема. Коррупция в этой сфере, в частности, подразумевает использование финансов в личных целях, недополучение средств, хищение или нецелевое использование собранных средств. Коррупция в сфере государственных финансов вредит темпам развития страны и препятствует использованию ресурсов на общее благо.
Риск появления коррупции повышают такие факторы, как ограниченность функциональных возможностей, неэффективность внутреннего контроля, недостаточная прозрачность, слабость руководства и надзора, недостаточная подотчетность в области расходов.